# Quinto (Szwajcaria)
Quinto (lmo. Quint, niem. Quint im Livinental) – miejscowość i gmina w południowej Szwajcarii, w kantonie Ticino, w okręgu (distretto) Leventina, siedziba administracyjna powiatu (circolo) Quinto. Leży nad rzeką Ticino.

## Demografia
W Quinto mieszkają 974 osoby. W 2021 roku 23% populacji gminy stanowiły osoby urodzone poza Szwajcarią. 

## Transport
Przez teren gminy przebiegają autostrada A2 oraz droga główna nr 2.
Na terenie gminy znajduje się lotnisko Ambrì.